# CreamPuff
『CreamPuff（クリームパフ）』はS-NEOが運営する美少女ゲームのモバイルサイト「萌え☆スナック」で公開されている恋愛シミュレーションゲーム。現在メインとなるゲームのほか、外伝として「AnotherTale」シリーズが3作公開されている。